# Samostan i crkva sv. Jurja kod Perasta
Samostan i crkva sv. Jurja su rimokatolički samostan i crkva na istočnom od dvaju otoka pred Perastom, otoku Svetom Jurju.
Kompleks je površine 2800 m2. Benediktinci su na tom otoku podignuli u srednjem vijeku opatiju, u 12. stoljeću. Srednjovjekovna crkva srušena je u potresu 1667. godine. U staroj crkvi nalazilo se više slikarskih djela Lovre Dobričevića. Nakon potresa izgrađena je jednostavna crkva, u kojoj se nalazi zbirka grbova starih peraških obitelji. Samostan je već od vremena Mlečana korišten kao vojna tvrđava.
Na istom otoku se nalazi groblje na kojem su pokapani Peraštani do 1866. godine.

## Vanjske poveznice
- Zbornik Odsjeka za povijesne znanosti Zavoda za povijesne i društvene znanosti Hrvatske akademije znanosti i umjetnosti, Vol.5 No.- Ožujak 1963. Miroslav Montani: Uz kamene spomenike na otoku sv. Đorđa kod Perasta, str. 347-369